# Seth Gilliam
Seth Gilliam (Nueva York, 5 de noviembre de 1968) es un actor estadounidense. Es conocido por su papel de Ellis Carver en The Wire, Clayton Hughes en Oz, Gabriel Stokes en The Walking Dead y en Teen wolf como Deaton.

## Primeros años
Gilliam se graduó en la Universidad Estatal de Nueva York en Purchase en 1990.

## Vida personal
El 3 de mayo de 2015 fue detenido en Peachtree City, Georgia (Estados Unidos), por conducir bajo la influencia del alcohol mientras conducía 107 millas por hora en una zona de 55 millas. Además la policía encontró un cigarro de marihuana en su coche.

## Carrera
Gilliam ha tenido un gran número de papeles recurrentes en la televisión. Durante la séptima temporada de La hora de Bill Cosby interpretó a Aaron Dexter, el novio del personaje de Erika Alexander, y en la serie Teen Wolf interpretó a Alan Deaton. Su rol más prominente ha sido en la serie The Wire. En 2008, Gilliam atrajo la atención de los medios al criticar la serie al ser pasada por alto en la gala de los Emmy a pesar de su gran éxito.